# 프리드리히 도넨펠트

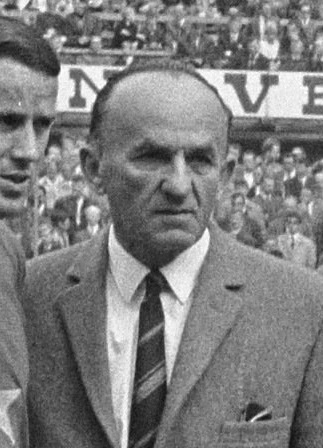

프리드리히 도넌펠트(Friedrich Donnenfeld)는 오스트리아의 전 축구 선수였다.